# Felix Airways
Felix Airways – jemeńska linia lotnicza z siedzibą w Sanie.

## Flota
Flota Felix Airways (stan na 8 kwietnia 2010):
- 2 Bombardier CRJ200ER
- 2 Bombardier CRJ700